# Cid Hiaya
No debe confundirse con Sidi Yahya El Gharb.
Cid Hiaya el-Nayyar (¿Taha de Marchena? 1432/1440 - Laujar de Andarax, 6 de febrero de 1506) fue un aristócrata, político y militar hispano-árabe, primo de Boabdil y cuñado de El Zagal; personalidad clave de la caída final del reino nazarí de Granada. Fue alcalde y visorrey (walí) de Almería en 1480, entregó Baza a los cristianos en 1489, y se bautizó con el nombre de Pedro de Granada, con lo que dio inicio a la poderosa familia morisca de los Granada Venegas. Tras la toma de Granada, llegó a ser Alguacil Mayor de la ciudad (1500) y alcalde de Baza.
Su nombre árabe también se transcribe como «Cidi Yahya Alnayar», «Yahya al Nayar», «Sidi Yahya», «Yaya», «Yahya An-Nayyar», «Çidi Yahya al Nayar» (Cid y Sidi significan «señor»). 
El 1 de junio de 2012, en la plaza de la calle del Agua (junto a los Baños Árabes de Baza), se ha agregado su imagen a la «Ruta de las Estatuas» bastetana.

## Biografía

### Orígenes familiares
Su abuelo fue Yusuf IV y su abuela Fátima (hija del rey Cirila o Ismail). Su padre fue Abul Celin Aben Abrahen Alnayar (Aben Celin) y su madre Fátima «La Señora Ynfanta».
Era nieto de reyes y por tanto de las familias más influyentes que tenía en sus manos el gobierno y el destino del reino.
En 1432 muere su abuelo. Sube por tercera vez al trono Muhammad IX, el Zurdo, que acarreó problemas a los partidarios de Yusuf IV. Como consecuencia de aquellas acciones, poblaciones como Vélez-Blanco, Vélez-Rubio, Galera, Castilléjar y Benamaurel iniciaron negociaciones con los cristianos ante los problemas con Granada. En 1436 pasan a ser de Castilla. Posiblemente los alnayares tuvieron una gran influencia en el resultado.
Muchas personas se fueron a Castilla, pero su padre Aben Celin se refugió en su señorío de las tierras alpujarreñas. Ahí es donde se supone que nació. Más adelante tuvo que refugiarse en la corte de Enrique IV de Castilla cuando comenzó a reinar Muley Hacén, como consecuencia de defender unos derechos al trono como heredero de Yusuf IV por lo que después de hacer varias acciones se le acusó de querer obtener el trono de Granada.

### Descripción física
Según Fernando del Pulgar y los escritos de Boabdil, Cid Hiaya fue Alto, blanco, cabello rubio, de muy buen rostro, con los ojos celestes y avizores, nariz prominente, pómulos marcados y rojizos, barba puntiaguda, boca reidora, era muy agradable con quien se relacionaba y de presencia tan venerable que provocaba respeto con su porte marcial y dominador, de miembros bien compuestos, muy atractivo para las mujeres.
Entre 1460 y 1461 se casa con su primera mujer, Ceti Meriem Venegas (Doña María Venegas), hija de sus tíos Ceti Meriem Alnayar y Pedro Venegas (antes Ridwan Venegas).

### Virrey de Almería
En 27 de junio de 1474, viendo que Muley Hacén hacía que la pervivencia nazarí fuera cada día más difícil al producirse luchas internas y al haber una economía infeudada a los extranjeros, Cid Hiaya y su padre pidieron ayuda a Fernando II de Aragón ya que Muley Hacén tenía perdida de popularidad en Granada y llegaron a un acuerdo de alianza con el príncipe Fernando para quitar a Muley Hacen, pero como no estaban muy claras las cuestiones personales entre Fernando y Enrique IV, tuvieron que aplazarlo para el futuro, sin embargo se les dio seguridad en caso de guerras, mandando guerreros hasta Almería desde Valencia.
Antes de 1480 hereda de su padre Abul Celin Aben Abrahen Alnayar, el cargo de la Alcaldía de Almería.
En 1480, Muley Hacen le concede el cargo de visorrey de las tierras y mares de Almería como una política de concordia entre los dos linajes, consciente de que los partidarios de sus hijos Boabdil y Yusuf hacían peligrar su poder.

### Guerra de Granada
Su Primo, Boabdil, se sublevó en Guadix contra su padre en julio de 1482. En este año, Cid Hiaya se encuentra en Almería como viserroy y alcaide de todas las tierras y mares de esta ciudad. Su influencia se extendía a Baza, los Vélez, la Taha de Marchena, Vera y Mojácar, poblaciones y tierras sobre las que ejercían poder fáctico y una preponderancia decisoria tanto por el cargo que ocupaba como la herencia familiar, lo que en esencia comportaba autoridad para nombrar y destituir a los alcaides bajo su mando de estas fortalezas. Dada su importancia política, era el tercer hombre fuerte del Reino de Granada, y estaba a favor de integrarla con Castilla.
Por lo tanto siempre se consideró enemigo de Boabdil para salvar su imperio y su patrimonio, y sólo apoyó a Muley Hacén por las circunstancias, pues no olvidaba que ocupaba el cargo que correspondía a su padre como primogénito de Yusuf IV, y él se consideraba como heredero del trono.
Se unió a Muley Hacén porque era muy anciano, estaba desgastado políticamente y tras este se encontraba El Zagal, el marido de su hermana, y pensó que podría hacer retornar la corona a la familia Alnayar. Así que crearon el Bando Oficialista, formado por Muley Hacén, su cuñado El Zagal, su primo y también cuñado Reduan Venegas y otros miembros importantes de la corte como Abulcasim (el visir).
Sin embargo Cid Hiaya, no dudaba que, si Boabdil se hiciera con el poder del reino, se asociaría con los Reyes Católicos a costa no sólo de traicionar a su pueblo, sino sus objetivos y a su cuñado el Zagal.
En septiembre de 1482, Boabdil controla la zona de Guadix y la Alhambra, y el bando oficialista controla la costa y la zona malagueña.
En 1483 Boabdil interviene en Almería y obliga a Cid Hiaya a huir a La Alpujarra. A partir de ahí, Yahya tendrá un doble juego. Por un lado mantendrá sus relaciones secretas con Castilla y por otro seguirá fuertemente unido a El Zagal y Muley Hacén para derribar a Boabdil.
El 23 de abril de 1483, Boabdil es hecho preso por los Reyes Católicos. Los habitantes de Granada y los territorios controlados por Boabdil piden que vuelva al trono Muley Hacén. Los Reyes lo conceden y Muley Hacén vuelve al trono.
A partir de la mitad del año 1483, Yahya Alnayar, presumiblemente vuelve a hacerse con el mando de la alcaldía de Almería, ahora sin la intención de hacer pactos con los castellanos porque la unificación del reino se ha producido bajo el poder de su cuñado El Zagal.
Los Reyes Católicos a partir de la captura de Boabdil, inician estratagemas con pactos secretos con Boabdil aprovechándose del deseo de poder. 
En 1484, los Reyes católicos conceden la libertad a Boabdil y lo reconocieron como legítimo rey de Granada. A cambio los reyes consiguieron 12.000 doblas anuales, la entrega de 400 cautivos cristianos, y la aceptación de Alhama de Granada como plaza castellana, además Boabdil ganó la ciudad de Loja para entregarla a Castilla. Los reyes daban una tregua a los lugares moros que apoyaran a Boabdil, que se atrincheró en Los Vélez. Se unen a Boabdil las ciudades de Guadix, Almería, Mojácar... Estableciendo su corte en Guadix hasta 1485.
Entre 1484 y 1485 El Zagal lucha contra los castellanos y empieza a ganar pueblos de la parte occidental del reino.
En febrero de 1485 El Zagal consigue el poder para Yahya.
En 1485 Muley Hacen cedió sus derechos a su hermano El Zagal al estar ya muy debilitado. Y Cid Hiaya fue partidario del nombramiento.
Boabdil huye a Castilla, Yhaya recupera su señorío de la taha de Marchena (compuesto de Alhama, Huécija, Terque, Alhabia, Alsodux, Bentarique, Íllar, Instinción, Rágol, Alicún y Davi), aunque sus derechos se le concederán en sus Capitulaciones que perdió en su enfrentamiento con Boabdil. Además se produce una nueva unificación que durará hasta septiembre de 1485, en la que retorna Boabdil y se fortifica en Huéscar.
Viendo Yahya más notoria la amenaza de Boabdil ya que la parte occidental del reino va cayendo día a día pacta en secreto el 23 de diciembre de 1485 en Alcalá de Henares con Isabel y Fernando la entrega de Almería y Vera, y su conversión a la fe católica a cambio de, principalmente, una villa en Gandía, el título de duque, y que se le repetaría la heredad de las siguientes Tahas:  Alboloduy (incluye Pechina y sus alquerías), Almexixar  (Felix), Marchena (Huécija) , Lúchar (Canjáyar) y Dalías. Además solicita 30 haciendas que elija del reino de Granada, y que un hijo y una hija suyos se casarían con un hijo y una hija de Juan de Benavides.
Yahya con este acuerdo aumentaría su patrimonio, además de poder compararse con cualquier otro de la nobleza privilegiada de España. Por tanto era bastante jugosa la oferta teniendo en cuenta que Boabdil estaba en su apogeo.
En marzo de 1486 el Albaicín se subleva a favor de Boabdil.
En mayo de 1486 Boabdil domina la mayor parte oriental y El Zagal se mantiene en continua lucha en la parte occidental con los castellanos.
Esta situación lleva al repartimiento del reino entre los dos, y como aliados poder luchar contra los castellanos.
Se reanudan las hostilidades en la franja occidental, El Zagal va hacia allí para defenderla y Boabdil aprovecha su ausencia para hacerse con Granada.
Pero la zona oriental seguía fiel al Zagal y las ciudades de Guadix, Baza, Los Vélez, Vera y Mojácar seguían controladas por Yahya.

#### Cerco de Baza

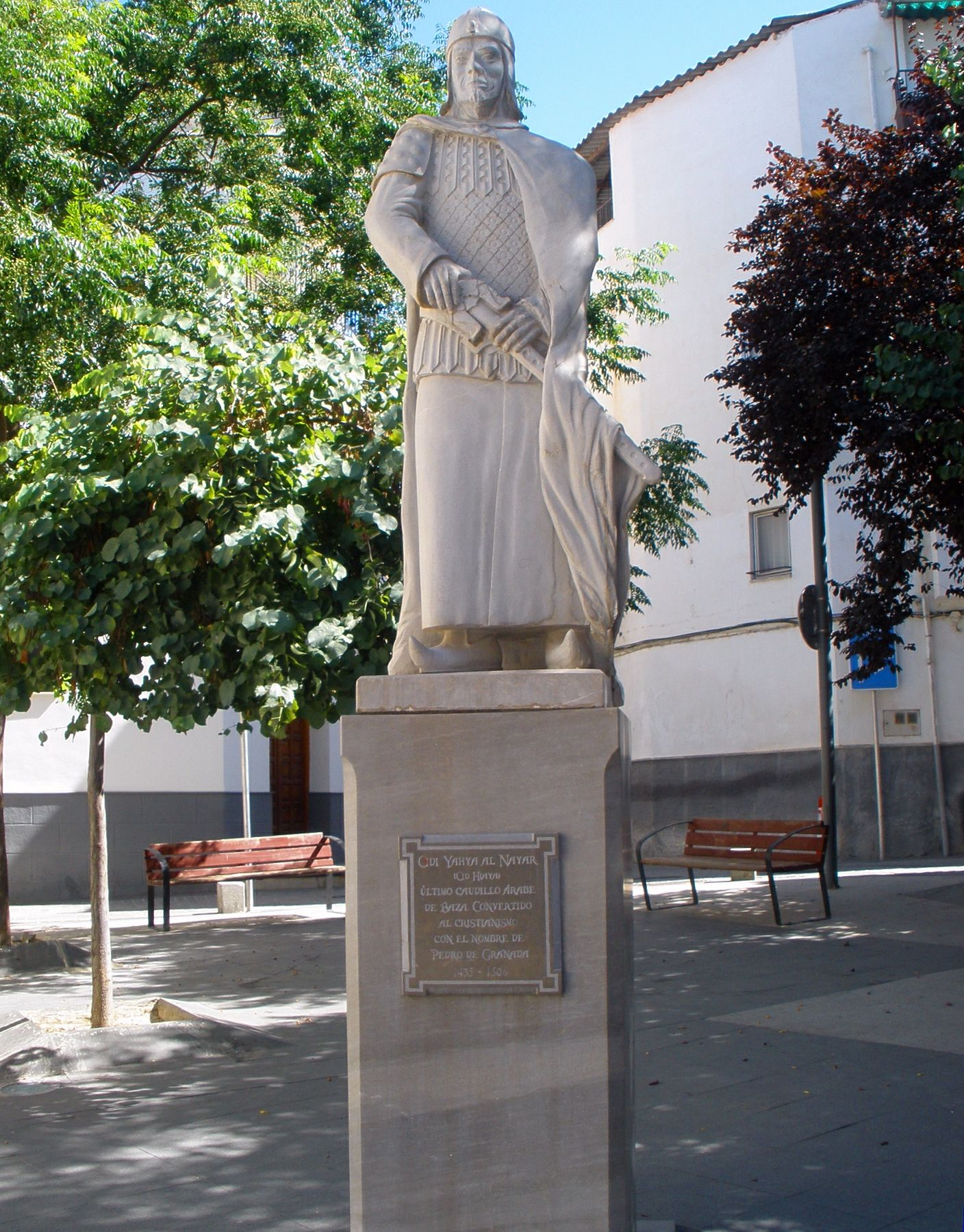
Monumento a Cid Hiaya en Baza

En la guerra, en las conquistas de 1488 y 1489 tuvo que ver mucho con la actuación directa de Cid Hiaya. Gracias a ello recibió mercedes, se le reconoció el patrimonio agrícola de la Taha de Marchena, Lúchar, Alboloduy, río de Pechina, río de Almanzora, y otras alquerías almerienses, que en total suponían 550000 maravedíes de renta, sin olvidar las heredades que le pertenecían en las tierras de Dalías. También se le otorgaron títulos a él y sus hijos. 
Cid Hiaya y su padre, Aben Celin, eran walíes de Almería, Guadix y Baza, las cuales tenían por heredad, sin que por ello tuvieran unos beneficios por el cargo que ostentaban.
Durante estos conflictos bélicos en Granada, a Cid Hiaya se le vio como un traidor de la causa islámica, un colaborador de los reyes cristianos, un sutil negociador en la entrega de ciertas plazas, etc. Él tenía la intención de sacar la máxima rentabilidad de aquella situación insostenible.
En 1488, desea materializar el pacto realizado con los reyes Católicos en diciembre de 1485.
Yahya, a principios de 1488, o incluso antes, tiene conversaciones secretas con los alcaldes y alfaquíes más allegados a él, de las poblaciones del Levante Almeriense. Entre todos prepararían un complot contra El Zagal y formalizarían un frente de propaganda a favor de la unión con los castellanos, por la cual obtendrían si entregaban las fortalezas una buena capitulación que posiblemente ya estarían habladas, y las implicadas mercedes territoriales y cargos de la futura administración castellana. Los colaboradores de Yahya son muchos, y a partir del verano de 1488 fueron entregándose las ciudades de los Vélez, Las Cuevas y Vera que fue un mero trámite ya que estaba firmado desde diciembre de 1485. Los seguidores de El Zagal, ante la conquista ya firmada de Vera por los castellanos se fueron a Baza. 
En menos de un mes se entregaron más de 50 poblaciones sin ofrecer resistencia, entre ellas estaba, Vera, Cuevas, Mojácar, Albox, Los Vélez, Níjar y Sorbas, por lo que la franja del extremo oriental del reino granadino pasaba al bando castellano. Ahora falta Almería para consumar el pacto de Cid Hiaya con los cristianos. Fernando con sus ejércitos se acerca hacia Almería para tomarla en posesión, pero El Zagal, que descubrió el pacto entre Yahya y los Reyes Católicos, se adelantó con 1000 jinetes escogidos y 15000 peones se lanzaron a reforzar la defensa de Almería a mediados de junio de 1488, encarceló a su cuñado Yahya, y cambió a los mandos importantes por personal de su confianza. Cuando Fernando comprueba estos hechos, decide irse hacia tierras del río Almanzora y Baza, donde más pueblos le jurarán obediencia.
El rey Fernando comunica a Cid Hiaya, que rompe lo acordado en diciembre de 1485 ya que Almería no fue entregada. 
Un año y medio más tarde, Yahya, enfadado con el rey, está en el cerco de Baza convertido en el máximo organizador de la resistencia, la guarnición de Baza eran 300 hombres a caballo y 8.000 hombres de a pie, Muley Hacén reclutó para Baza 700 caballos y 7000 personas procedentes de Guadix, Almería, las Alpujarras, Tabernas y Purchena, para sostener el asedio.
Cid Yahya entregó Baza a Fernando tras haber llegado a un acuerdo con el mediador Gutierre de Cárdenas, en el que él además de entregar Baza, pondría sus efectivos guerreros a disposición de los castellanos y Cid Hiaya sería el mediador entre Fernando y El Zagal, para acelerar el proceso de entrega de Almería y Guadix. A cambio, Yahya se beneficiaría de bienes y haciendas, además de ser nombrado caudillo y general de los moros de Baza y Almería y alcaide de esta última.
Yahya envió a Muley Hacén el Viejo para hablar con el Zagal y este le respondió que estaba de acuerdo. Las tropas castellanas entraron el 4 de diciembre. Se estipularon las condiciones de las Capitulaciones de Baza. Junto a Baza se entregó también Purchena. Almería se entregó el 22 de diciembre y Guadix el 30 del mismo mes.

#### Bautismo
El 25 de diciembre de 1489 Cid Hiaya recibió el bautismo.
Tuvo lugar en la tienda de los Reyes Católicos, cambió su nombre por el de Pedro de Granada, hecho que tuvo lugar en el campamento instalado en Alhadra. Allí, en la tienda del monarca, actuaron como padrinos los reyes. Se acogieron al bautismo su mujer Ceti Meriem que pasó a llamarse María Venegas, su hijo Alí Omar ben Nazar, pasó a llamarse Alonso de Granada, y sus hijas que pasaron a llamarse Isabel y Brianda. Más tarde lo hicieron muchos de sus colaboradores
Se le reconoció los bienes y haciendas tratados con don Gutierre de Cárdenas:
Es nombrado caudillo, y se hará extensivo a su hijo Alí Omar ben Nazar o Pedro de Granada Venegas, y los sobrinos de Cid Yahya. Todos ellos recibirían el trato que merecían los grandes caballeros, recibirían de “acostamiento” en la casa real, se le defenderían de las posesiones donadas frente a sus enemigos y se acuerda mantener en secreto el bautismo, para que no lo sepan los moros de Guadix antes de la entrega. Se le reconocen una serie de heredades de viñedo, fortalezas y alquerías enteras que habían sido propiedad de él recibidas por herencia de su padre. Los familiares más directos como su hijo, sobrinos, descendientes y criados, quedarían exentos, al igual que el caudillo, del pago de alcabalas, pechos y otros derechos que se cobraban. Podría tener una guardia personal de 20 personas, al igual que su hijo, además ambos gozarían de derecho de aposento por parte de los reyes. En cuanto a lo económico, se acuerda que si consigue que El Zagal le ceda la mitad de las salinas, valorado en 400000 maravedíes y los reyes le conceden 150000 maravedíes en las tierras de Dalías y en las salinas de Marchena de las rentas pertenecientes a la corona, si faltara algún dinero lo cobraría de la Taha de Alboloduy, y por conseguir la entrega de Guadix se le darían 10000 maravedíes y regalos en telas como 18 varas de zeytuni verde y 15 varas de grana morada. 

#### La época de don Pedro de Granada
Se conoce que tuvo una segunda mujer en algún momento, llamada Elvira Hernández y natural de la entonces conocida como Higuera de Martos3 (Jaén). Hay dudas de si, además de su hijo Alonso, tenía otro llamado don Alfonso de Granada Venegas.
Estos dos acontecimientos convirtieron al nuevo Pedro de Granada en uno de los colaboradores más directos de los Reyes Católicos. Tomó partido en los hechos más importantes hasta que se produjo la caída de Granada, hechos que hicieron que la familia obtuviera nuevos beneficios, por ejemplo la entrada en la Vega de Granada el 20 de mayo de 1490 con la ayuda del Zagal, Pedro de Granada y su hijo don Alonso, donde mataron a cinco moros.
A partir de ahí realizará actividades de negociación debido a que fue un magnífico negociador, dejando de un lado las batallas, (empezó las primeras negociaciones con alcaides del Zenete).
En 1490 los hermanos de Boabdil se presentaron como recambio regio, que inclinó a los Reyes Católicos por secuestrarlos y enviarlos a Sevilla. Tuvo mucho que ver en aquel asunto don Pedro de Granada. 
Tras la toma de Guadix, Boabdil decretó una amnistía general, y pidió buscar el apoyo de todos los musulmanes para la causa islámica.
En el verano de 1490 se produce una sublevación general contra los cristianos en la mayoría de las comarcas ganadas en 1489, además se apoderó de Andarax teniéndose que exiliar El Zagal a Almería. Pedro de Granada, se vio atacado por Boabdil en la Taha de Marchena, pero él pudo defenderla junto a su hijo Alonso.
Se sabe que Pedro de Granada, junto a su hijo Alonso, estuvieron al mando de las tropas cristianas en la guerra contra los de Adra. Se valieron del ingenio para ganar la partida. Las tropas cristianas por mar, dirigidas por Alonso de Granada, se disfrazaron de tropas Africanas. Los Abderitanos que esperaban ayuda de África creyeron que venían a ayudarles. Los cristianos se apoderaron del famoso puerto de Adra, mientras Pedro de Granada llegó por tierra con sus tropas. Se produjo una batalla donde hubo una gran matanza hasta que al final ganaron los cristianos. Tras aquellos hechos consiguió más éxitos hasta la toma de Granada. En 1491 era “Gran alcalde” de alguna ciudad. Estuvo ayudando a los monarcas cristianos para solucionar la entrega de Granada y La Alpujarra, hablando con los colaboradores de Boabdil.

#### Su posición en la Granada cristiana
Pedro de Granada, al ser conquistada Granada, se trasladó a vivir a esta ciudad, aunque en aquella ciudad era considerado como traidor y en las Capitulaciones de la ciudad no se le permitía tener ningún cargo político.
Sin embargo en 1500 se le concedió el cargo de Alguacil Mayor de Granada, lo que le sitúa en uno de los cargos más importantes del Ayuntamiento de Granada. Se le concedió privilegio de hidalgo, adquirió la Caballería de Santiago, el señorío de Campotéjar, la mitad de las salinas de Malahá y el reconocimiento de otras heredades.
El 20 de agosto de 1500, los Reyes Católicos le dieron todas las tierras y morales de la Taha de Andarax.
En 1501 don Pedro cede a su hijo unas casas de Granada situadas en la calle de la catedral-iglesia de Santa María de la O, actual templo del Sagrario. Una finca plantada de viñas, frutales y olivos con una extensión de 206 marjales de tierra cultivable, en la Vega de Granada en el pago de Daravaliad. La cesión de sus derechos sobre el señorío de la Taha de Marchena.
En el mismo año, con la rebelión de los mudéjares, se le obligó a entregar el señorío sobre la Taha de Marchena y Lúchar. Además los reyes no le dieron lo prometido, como el pago de los gastos y otras cuestiones que realizó él para sus soldados. También le quitaron bastantes bienes heredados de su padre, entre los que se encuentran varias casas de Granada y la Alquería de Alhabia. Este hecho le hizo no estar contento con los reyes pues no le dieron ninguna recompensa a cambio, como se lo habían prometido. Como consecuencia de ello se retiró a Laujar de la Taha de Andarax, apartándose de la vida social de Granada.

### Muerte
En 1505 ya estaba muy débil y murió en Laujar de Andarax el 6 de febrero de 1506, según la inscripción.
Tras su muerte, su hijo don Alonso ordenó el traslado del cadáver a Granada, acompañado de 800 servidores, unos a pie y otros a caballo. En la calle Elvira se le elevó un túmulo en la Puerta de Elvira donde salió a recibirle la clerencia y los frailes de Granada, y otro túmulo a la salida de la calle, en el antiguamente llamado pilar de los almizqueros y después se llamó del Toro. Tras las ceremonias requeridas, fue enterrado en la capilla de San Pedro (regalada por la reina Isabel), en el templo actual del Sagrario y se le recogió en el epitafio los títulos y honores que había desempeñado en su larga vida.
Entregó a los inocentes de San Lázaro 20 fanegas de pan cocido, a los pobres en limosna 10 000 maravedíes, pide a su hijo Alonso que funde capellanía. A su segunda esposa Elvira, le deja las tierras que tenía en Campotéjar, tres marcos de plata y toda su ropa, paños y atavíos de seda. A su hijo Alonso le asigna dos jaeces de plata esmaltados, los balajes correspondientes y todas las espadas y armas que poseía, entre ellas una espada de oro, que perteneció a un rey moro y que los Reyes Católicos le habían entregado como regalo, para reconocerle a título íntimo que él era el único descendiente de la Casa Real Nazarí, pero debería pedírsela a su primo Fernando de Granada que la tenía en préstamo.